# Negarnaviricota
Negarnaviricota (лат.) — тип вирусов из царства Orthornavirae реалма Riboviria, имеющих геном, состоящий из негативной (антисмысловой) одноцепочечной рибонуклеиновой кислоты. Относится к V группе классификации вирусов по Балтимору, составляя в ней подавляющее большинство видов.
Геном Negarnaviricota представляет комплиментарную цепь, на матрице которой при помощи вирусного фермента РНК-зависимая РНК-полимераза (RdRp) синтезируется матричная РНК (мРНК). Во время репликации генома вируса RdRp синтезирует смысловую (положительную) цепь вирусного РНК-генома, которая используется в качестве матрицы для создания негативных цепей РНК, являющихся новыми копиями вируса. Представители Negarnaviricota обладают рядом других общих характеристик: большинство имеет вирусную оболочку, окружающую капсид с РНК вируса, геном вируса обычно представляет линейную молекулу и он зачастую сегментирован.
Наиболее известные оц(-)РНК-вирусы, переносимые членистоногими, включают вирус лихорадки Рифт-Валли и вирус пятнистого увядания томатов. Примечательные оц(-)РНК-вирусы позвоночных включают вирус Эбола, Orthohantavirus, вирусы гриппа, вирус лихорадки Ласса и вирус бешенства.

## Этимология названия
Название Negarnaviricota состоит из трёх частей: лат. Nega — «отрицательный», rna обозначает РНК, а -viricota является суффиксом, используемым для обозначения ранга тип в номенклатуре вирусов. Название подтипа Haploviricotina состоит из Haplo, от др.-греч. ἁπλός — простой, и суффикса -viricotina, применяемого для обозначения подтипа вирусов. Название Polyploviricotina следует той же схеме: Polyplo от др.-греч. πολύπλοκος — «сложный» и описанный ранее суффикс.

## Свойства

### Геном

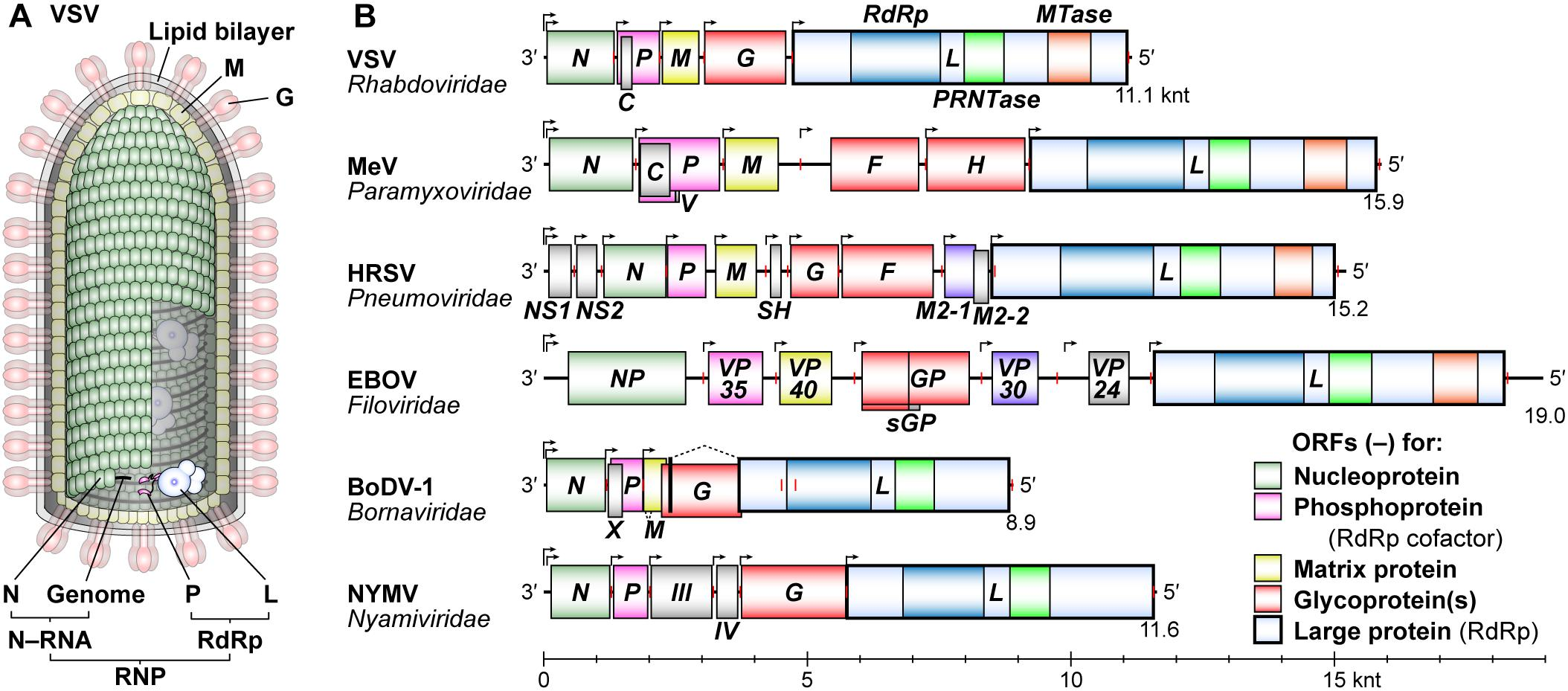
Вирион вируса везикулярного стоматита (VSV) и геномы Mononegavirales

Все вирусы в типе Negarnaviricota являются одноцепочечными РНК-вирусами с негативной цепью. Последнее означает, что информационная РНК (мРНК) синтезируется с геномной РНК вирусным ферментом РНК-зависимой РНК-полимеразой (RdRp), также называемый РНК-репликазой, который кодируется всеми оц(-)РНК-вирусами. За исключением вирусов рода Tenuivirus и некоторых вирусов семейства Chuviridae, все оц(-)РНК-вирусы имеют линейный, а не кольцевой геном и эти геномы могут состоять из одного или нескольких сегментов. Все оц(-)-РНК-вирусы содержат концевые инвертированные повторы, представляющие палиндромные последовательности нуклеотидов на обоих концах генома.

### Репликация и транскрипция

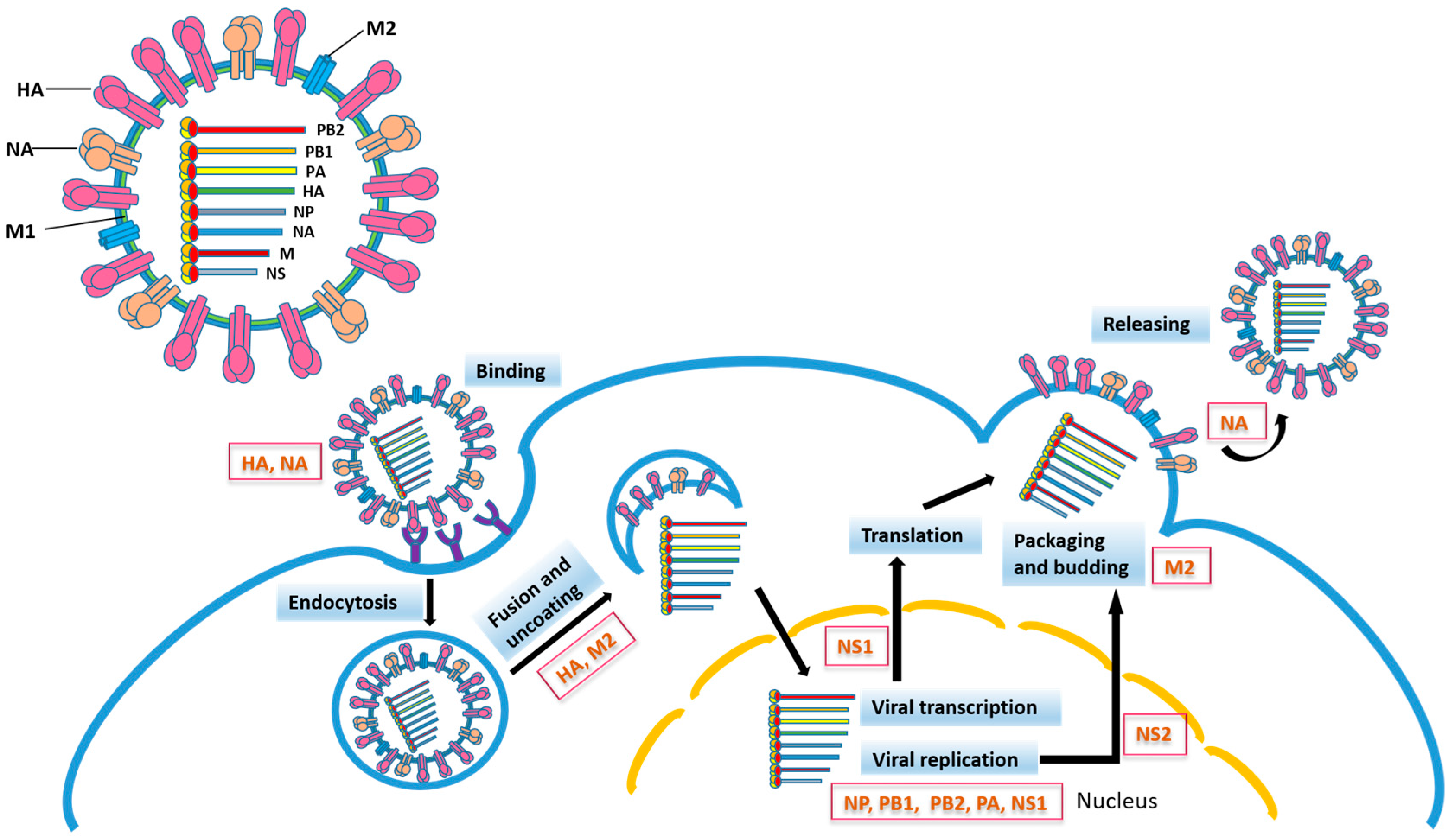
Цикл репликации вируса гриппа

РНК-зависимая РНК-полимераза (RdRp) использует негативную цепь генома в качестве матрицы для синтеза комплиментарной положительной цепи. Репликация оц(-)РНК-вирусов осуществляется с помощью RdRp, которая инициирует репликацию путем связывания с лидерной последовательностью на 3'-конце генома. После этого, RdRp игнорирует все сигналы терминации транскрипции на негативной цепи и синтезирует полную копию генома.. Репликация начинается, пока РНК вируса находится внутри нуклеокапсида, а RdRp перемещается по геному раскрывая капсид во время репликации. По мере того, как новые нуклеотидные последовательности синтезируются RdRp, белки капсида собираются на новых молекулах.
Транскрипция мРНК с геномной РНК происходит по той же схеме, что и создание комплиментарной положительной цепи геномной РНК. На лидерной последовательности, RdRp синтезирует 5'-концевую (обычно произносится «пять штрих конец») лидерную РНК, оканчивающуюся тремя фосфатными группами, затем, в случае подтипа Haploviricotina, кэпирует её 5'-конец или, в случает подтипа Polyploviricotina, использует отрыв кэпа от мРНК клетки-хозяина и соединяет его с вирусными мРНК, после чего эти мРНК могут быть транслированы на рибосомах клеток хозяина.
После кэпирования мРНК RdRp инициирует транскрипцию в старт-кодоне, а затем прекращает транскрипцию по достижении стоп-кодона. В конце транскрипции RdRp синтезирует полиадинелированный хвост (полиА-хвост), состоящий из сотен остатков аденина на 3'-конце мРНК, что может происходить путем "пробуксовывания" (синтеза цепи нуклеотидов без продвижения по матрице) RdRp на последовательности урацилов. После того, как полиА-хвост синтезирован, мРНК высвобождается из комплекса с RdRp. В геномах, которые кодируют более одного транскрипта, RdRp может продолжить сканирование цепи родительской РНК до следующего стартового кодона, чтобы продолжить транскрипцию.
Некоторые оц(-)РНК-вирусы являются двухполярными, что означает, что и отрицательная (геномная) цепь РНК, и положительная (антигеномная) цепь по отдельности кодируют разные белки. При транскрипции двухполярных вирусов выполняется два раунда: во-первых, мРНК считываются с непосредственно с геномной РНК; во-вторых, мРНК считываются с оц(+)РНК антигенома. Все двухполярные вирусы содержат  структуру типа шпильки для остановки транскрипции после того, как будут транскрибированы мРНК, кодирующие белки.

### Строение

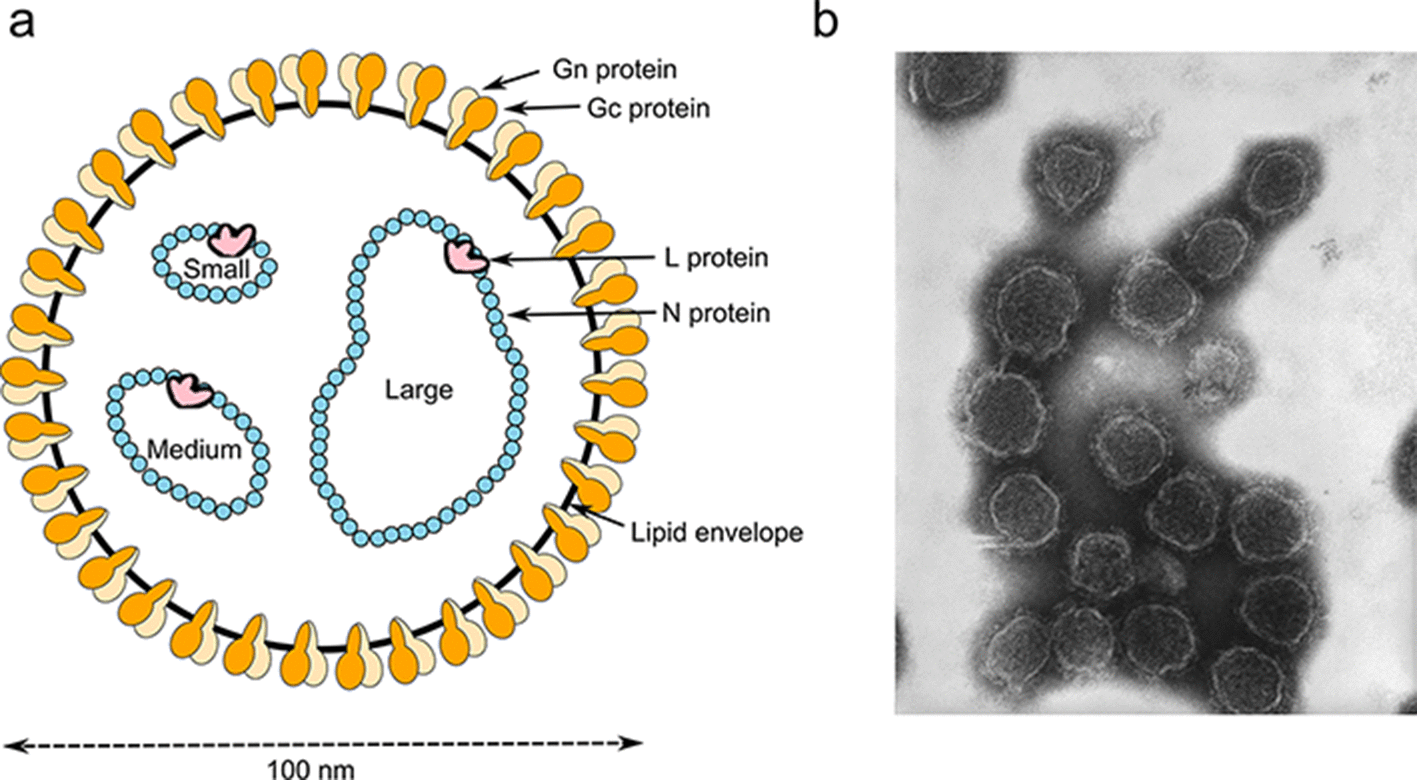
Структура Peribunyavirus (слева); микрофотография, полученная с помощью просвечивающего электронного микроскопа вируса калифорнийского энцефалита (справа)

### Эволюция
Сегментация генома является характерной чертой для многих оц(-)РНК-вирусов, число сегментов варьируется от одного, что является типичным для представителей отряда Mononegavirales, до десяти сегментов, как в случае генома Tilapia lake virus. Нет четкой тенденции  к увеличению или уменьшению сегментирования генома оц(-)РНК-вирусов с течением времени. По-видимому число сегментов является гибким признаком, поскольку он эволюционировал независимо во многих случаях. Большинство представителей подтипа Haploviricotina имеет несегментированный геном, в товремя как все члены подтипа Polyploviricotina с сегментированным геномом.
Поскольку оц(-)RNA-вирусам необходимо транскрибировать свои геномы в мРНК, перед их трансляцией, некоторый контроль над экспрессией генов может происходить на этом этапе транскрипции. С одной (-)цепи РНК может быть транскрибировано несколько мРНК,  при этом первая мРНК (транскрипция которой начинается ближе всех к 3’-концу) будет представлена в большей концентрации, а последняя (5’-концевая) мРНК в наименьшей концентрации. То есть в зависимости от расположения старта транскрипции мРНК в геноме вируса создается транскрипционный градиент.  Следовательно, возможно, что способность лучше контролировать экспрессию генов посредством контроля транскрипции сама по себе представляет собой причину, по которой в первую очередь возникали геномы с антисмысловой (-)РНК. В этом отношении важно, что геномы несегментированных оц(-)РНК– вирусов обладают высококонсервативным порядком генов, составляют одну группу при построении филогенетических деревьев на основе последовательностей полимераз, и могут быть легко классифицированы в пределах группы Mononegavirales. Более того, при этом способе организации генома, порядок генов, по-видимому, зависит  от требуемого количества белкового продукта этих генов, так что первые гены расположенные ближе к 3’-концу кодируют белки нуклеокапсида, а гены расположенные на 5’-конце, кодируют РНК-полимеразу. Это подтверждает предположение, что это адаптация для облегчения контроля экспрессии генов.

## Филогенетический анализ

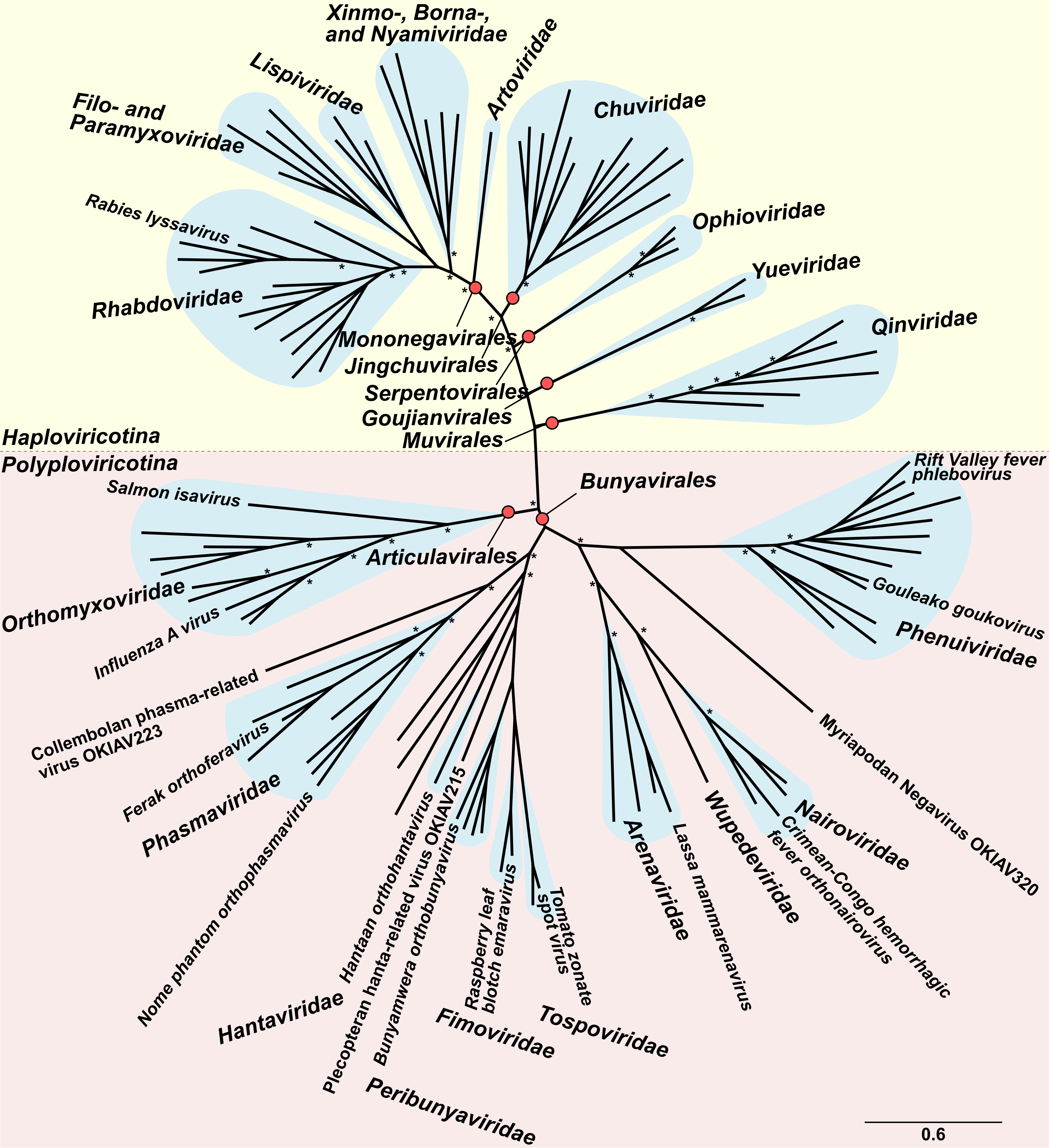
Филогения оц(-)РНК-вирусов

Филогенетический анализ основанный на последовательности RdRp, показывает, что оц(-)РНК-вирусы произошли от общего предка, и что они, вероятно, являются сестринской кладой по отношению к реовирусам, которые являются вирусами с двухцепочечной РНК. Внутри этого типа есть две чёткие ветви, относящиеся к двум подтипам, в зависимости от того, синтезирует ли RdRp кэп на вирусной мРНК или осуществляет отрыв кэпа от мРНК клетки-хозяина и присоединяет его к мРНК вируса.
Вирусы, которые инфицируют членистоногих, по видимому являются базальной группой и являются предками всех других оц(-)РНК-вирусов внутри этого типа. Членистоногие часто обитают вместе большими группами, что позволяет вирусам легко передаваться между ними. Со временем это привело к большому уровню разнообразия оц(-)РНК-вирусов насекомых. Хотя членистоногие и являются хозяевами большого количества вирусов, существуют разногласия относительно степени передачи вирусов между видами членистоногих.
Оц(-)РНК-вирусы растений и позвоночных обычно генетически родственны с вирусами инфицирующими членистоногих. Более того, большинство таких вирусов обнаруживается у видов растений и животных, которые взаимодействуют с членистоногими. Таким образом, членистоногие служат как основными хозяевами, так и переносчиками вирусов. С этой точки зрения вирусы могут быть разделены на тех, которые используют членистоногих в качестве переносчика и тех, которые имеют свое происхождение от вирусов членистоногих, но теперь воспроизводятся в клетках позвоночных, передаваясь без их помощи.

## Классификация

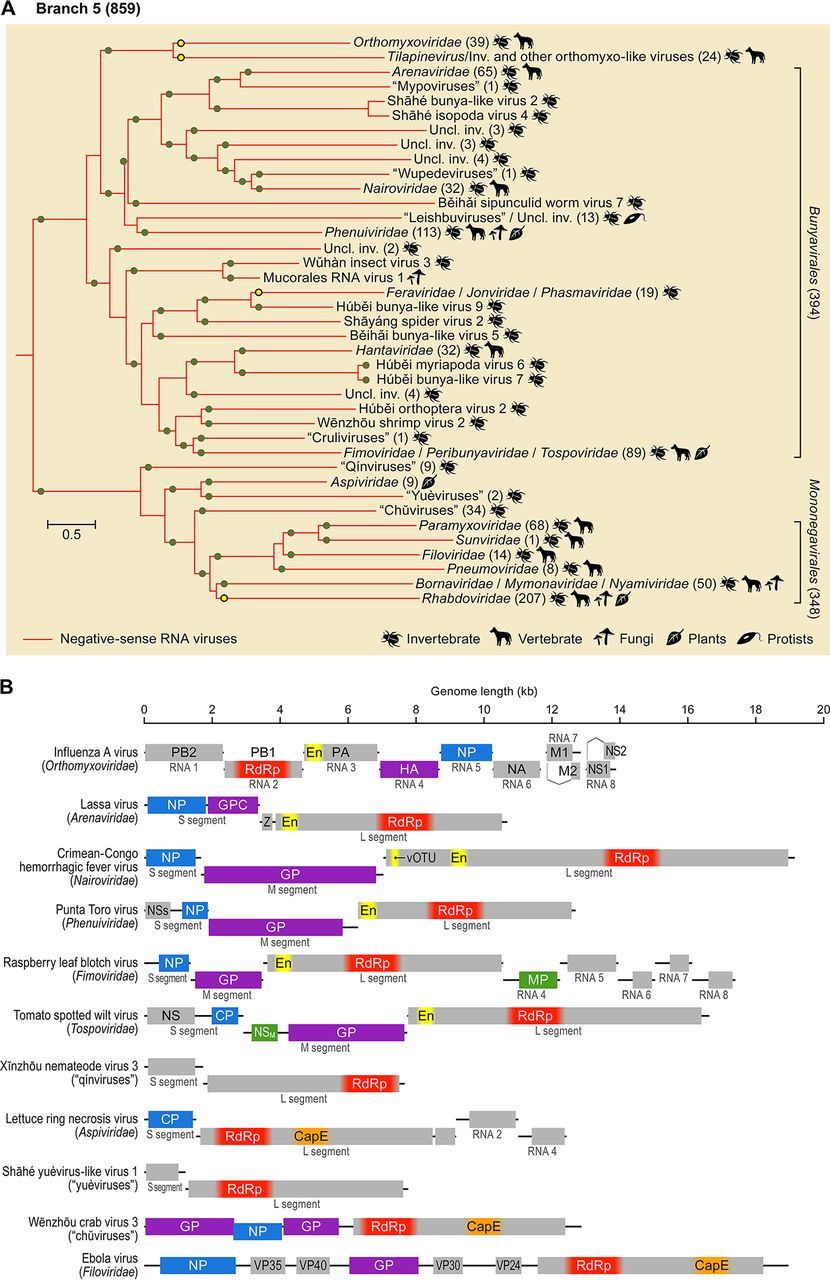
Филогенетическое дерево Negarnaviricota (вверху), геномы различных таксонов и основные консервативные белки (внизу)

На июль 2021 года в Negarnaviricota включают 2 подтипа и 6 классов, 3 из которых являются монотипными вплоть до родов, а 2 — до порядков:
- Подтип Haploviricotina, который включает оц(-)РНК-вирусы, кодирующие RdRp, которая синтезирует структуру кэпа на вирусных мРНК, и которые обычно имеют несегментированный геном[источник не указан 1448 дней]
  - Класс Chunquiviricetes
    - Порядок Muvirales
      - Семейство Qinviridae
        - Род Yingvirus

  - Класс Milneviricetes
    - Порядок Serpentovirales
      - Семейство Aspviridae
        - Род Ophiovirus

  - Класс Monjiviricetes
    - Порядок Jingchuvirales
    - Порядок Mononegavirales

  - Класс Yunchangviricetes
    - Порядок Goujianvirales
      - Семейство Yueviridae
        - Род Yuyuevirus
- Подтип Polyploviricotina, который содержит оц(-)РНК-вирусы, кодирующие RdRp, которая отрезает кэп от мРНК клеток-хозяев и использует их, как кэп вирусных мРНК. Эти вирусы имеют сегментированный геном[источник не указан 1448 дней]
  - Класс Ellioviricetes
    - Порядок Bunyavirales

  - Класс Insthoviricetes
    - Порядок Articulavirales